# Arnold Rönnebeck

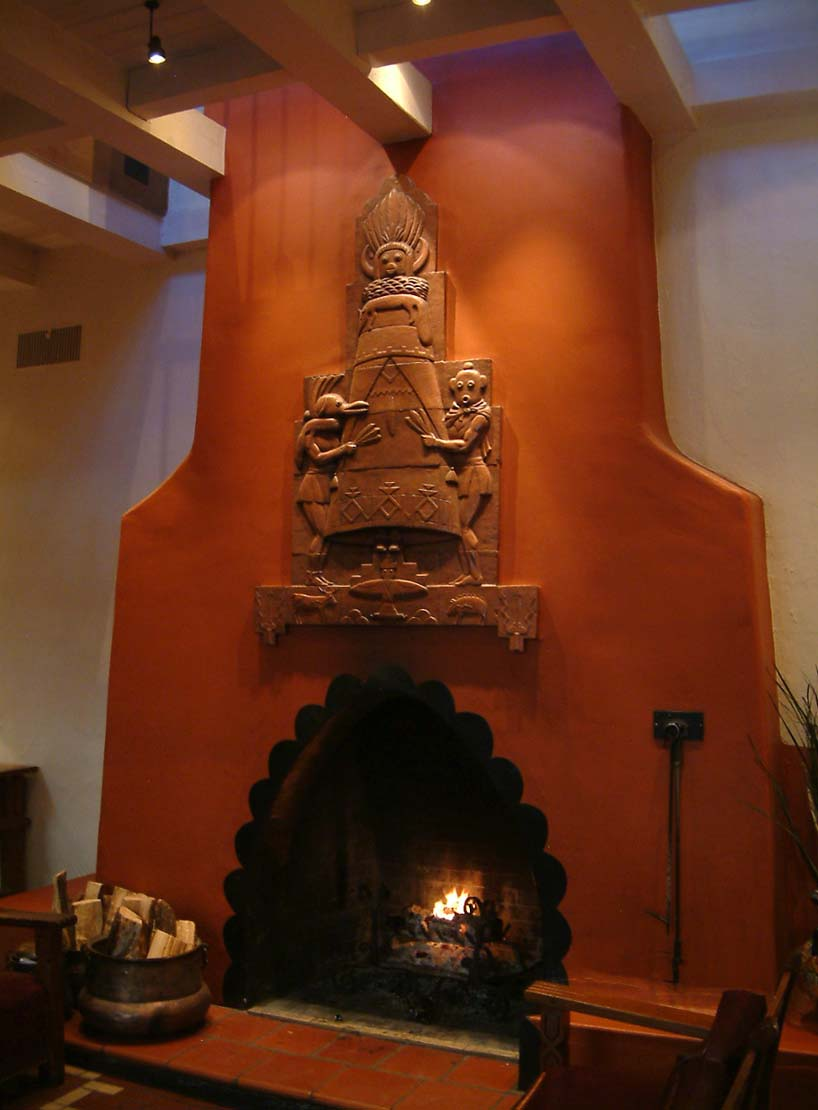
Kamin im La Fonda Hotel in Santa Fe, New Mexico, USA

Arnold Heinrich Rönnebeck, nach seiner Auswanderung in die USA meist Arnold Ronnebeck (* 8. Mai 1885 in Nassau (Lahn); † 7. November 1947 in Denver) war ein deutschamerikanischer Bildhauer, Lithograf und Museumsdirektor.

## Leben
Arnold Rönnebeck war der Sohn des Architekten und preußischen Regierungsbaumeisters Richard Oskar Rönnebeck und seiner Frau Anna. Schon bald nach seiner Geburt wurde sein Vater nach Berlin versetzt, wo er 1898 aus dem Staatsdienst ausschied und sich selbständig machte. Später wurde er Assistent an der Technischen Hochschule Berlin und 1908 zum Professor ernannt.
Arnold Rönnebeck absolvierte das Dorotheenstädtische Realgymnasium in Berlin und begann ein Kunst- und Architekturstudium an der Berliner Akademie. Den Winter 1907/08 verbrachte er in München, wo er Bildhauerei studierte. 1908 ging er nach Paris, um bei Aristide Maillol und Émile-Antoine Bourdelle zu studieren. Hier fand er Anschluss an den Künstlerkreis um Gertrude Stein. 1912 lernte er Marsden Hartley kennen und fertigte von ihm ein Porträt in Bronze, das er im Salon d’Automne ausstellte. Im Jahr darauf kam Hartley nach Berlin, wo er bis Dezember 1915 blieb und mit Rönnebeck und dessen Cousin Karl von Freyburg eine intensive Freundschaft aufbaute.
Im Ersten Weltkrieg diente Rönnebeck, der seinen Wehrdienst im Königin Elisabeth Garde-Grenadier-Regiment Nr. 3 geleistet hatte, zunächst als Vizefeldwebel der Reserve und Offizierstellvertreter im 2. Garde-Brigade-Ersatz-Bataillon. Er wurde im Herbst 1914 verwundet und im Verlauf des Krieges mit dem Eisernen Kreuz II. und I. Klasse und dem Hanseatenkreuz ausgezeichnet.
1918 kehrte er nach Berlin zurück. 1920/21 unternahm er eine ausgedehnte Reise durch Italien mit Max Sidow und Theodor Däubler. Ein charakteristisches Werk dieser Zeit ist sein Ekstatischer Tänzer. Nach einem weiteren Besuch Marsden Hartleys in Berlin 1923 entschloss sich Rönnebeck, in die USA auszuwandern. Er kam am 23. November 1923 mit der Mongolia von Hamburg kommend in New York City an. Er lebte zunächst in Maryland und New York und wurde durch seine Lithographien mit Ansichten New Yorks bekannt. Im Oktober 1924 war er Gast von Alfred Stieglitz in dessen Sommerhaus am Lake George (New York) und 1925 Gast von Mabel Dodge Luhan in Taos (New Mexico).
Am 18. März 1926 heiratete er die Malerin Louise, geb. Emerson (1901–1980). Das Paar, das seinen Wohnsitz in Denver nahm, hatte einen Sohn, Arnold (* 10. Februar 1927; † 11. August 2007), und eine Tochter, Ursula (* 6. Mai 1929; † 2. Februar 2006).
Ende der 1920er Jahre arbeitete er an der Inneneinrichtung des Hotels La Fonda in Santa Fe (New Mexico). Gleichzeitige leitete er von 1926 bis 1931 das Denver Art Museum. Anschließend arbeitete er freischaffend und war vor allem wegen seiner Porträtbüsten gefragt.

## Werke im öffentlichen Raum
- The History of Money: Colorado Business Bank, Denver
- Reredos (Altarrückwand): Cathedral of St. John in the Wilderness, Denver
- The Ascension (Himmelfahrt), 1929: Altarrückwand für die Church of the Ascension, Denver
- Trio and Tone Shapes, 1939: Robert and Judi Newman Center for Performing Arts, Denver

## Schriften
- Through the Eyes of a European Sculptor. In: Alfred Stieglitz Presents Seven Americans: 159 Paintings, Photographs & Things, Recent & Never Publicly Shown, by Arthur G. Dove, Marsden Hartley, John Marin, Charles Demuth, Paul Strand, Georgia O’Keeffe, Alfred Stieglitz. New York: Anderson Gallery 1925